# Psylla clauda
Psylla clauda är en insektsart som beskrevs av Yang 1984. Psylla clauda ingår i släktet Psylla och familjen rundbladloppor. Inga underarter finns listade i Catalogue of Life.